# Pierre Maheu
Pierre Maheu, né le 12 août 1939 à Montréal (Canada) et mort le 3 septembre 1979 dans la même ville, est un écrivain, producteur, scénariste, réalisateur et acteur canadien. Il trouve la mort lorsque sa voiture percute un pilier de l'autoroute 10. Les circonstances de cet accident restent nébuleuses, aucune trace de freins n'ayant été découverte sur la route. 
Quelques semaines avant il avait été mandaté par le Conseil exécutif pour réaliser un ouvrage pour rédiger une partie du Livre blanc sur l’avenir constitutionnel du Québec du Parti québécois. L'ensemble du document sera remanié par Denis Vaugeois. 
Il fut en outre l'un des fondateurs de la revue Parti pris. 

## Filmographie

### Comme producteur
- 1969 : Préambule
- 1970 : Un lendemain comme hier
- 1970 : 10 Miles/Hour
- 1972 : Vivre entre les mots
- 1976 : On est au coton

### Comme réalisateur
- 1972 : Le Bonhomme
- 1976 : L'Interdit

### Comme acteur
- 1964 : Jusqu'au cou
- 1964 : Le Chat dans le sac